# Стойчо Младенов
Стойчо Димитров Младенов е български футболист, национал на България, треньор.

## Биография
Роден е на 12 април 1957 в с. Плоски, община Сандански.
Започва кариерата си в Димитровград (1974 – 1976). Голмайстор на Берое (1976 – 1979) и ЦСКА (1980 – 1986, 158 мача и 80 гола). По-късно играе в Белененсеш (1986 – 1989), Витория (1989 – 1991), играещ треньор на Ещорил (1991 – 1993).
Старши треньор на португалските Ещорил, Олянензе (1993 – 1995) и Белененсеш (1997)-1998), ЦСКА (пом. треньор през 1995 – 1997, шампион и носител на купата, треньор от лятото на 2002 до октомври 2003, шампион), Литекс, Калитея (Гърция). Футболист № 1 на България през 1983 и носител на Купата за индивидуално спортсменство за 1982 г. „Заслужил майстор на спорта“ (1980).
7-кратен шампион на България с ЦСКА: 4 пъти като футболист (1980, 1981, 1982, 1983), веднъж като помощник-треньор (1997) и 2 пъти като старши треньор (2003, 2008). Носител на Купата на страната през 1983, 1985 като футболист и през 1997 като помощник-треньор. Треньор №1 на българското първенство с ЦСКА през 2003 и 2008. През 1982 г. в 1/4-финален мач за КЕШ, между ЦСКА и действащия тогава европейски клубен шампион Ливърпул, Младенов се разписва на два пъти във вратата на англичаните и „армейците“ продължават напред след победа с 2:0. Има 234 мача и 112 гола в А група. Голмайстор на А група през 1978 г. с 21 гола за Берое. Носител на Купата на Португалия с Белененсеш през 1989 г. За националния отбор има 59 мача и 15 гола.
Полуфиналист за КЕШ с ЦСКА през 1982 г. В евротурнирите има 25 мача и 5 гола (23 мача с 4 гола за ЦСКА в КЕШ и 2 мача с 1 гол за Берое в КНК). Като централен нападател и крило се отличава с енергични пробиви, с добра техника и резултатност.
Става старши треньор на младежкия национален отбор в периода 1998 до 1999 г. След това е назначен за старши треньор на мъжкия национален отбор на България. Напуска поста, след като не успява да класира страната на Световното първенство през 2002 г. Във въпросния квалификационен цикъл България завършва на 3-то място в групата си, като „лъвовете“ са изпреварени от отборите на Дания и Чехия. Последната среща от този квалификационен цикъл, отбора воден от Младенов, е прагазен с 6 – 0 в Прага от Чехия. През лятото на 2002 г. Стойчо Младенов е назначен за старши треньор на ЦСКА. Още в първия си сезон в ЦСКА, Младенов става шампион на България, като отборът му записва безпрецедентна серия – 13 поредни победи от 13 мача през есенния полусезон. През пролетния полусезон ЦСКА продължава стабилното си представяне и печели титлата с 6 точки пред вечния си съперник Левски. През 2003 г. напуска ЦСКА най-вече заради слабото представяне на „червените“ в европейските турнири (отпадане от Галатасарай и Торпедо Москва). На 12 март 2007 г. отново е назначен за старши треньор на ЦСКА. През 2008 г. Младенов прави „червените“ шампиони на България с преднина от цели 16 точки пред втория Левски и без нито една загуба за целия сезон, но след настъпилите проблеми с лиценза на клуба през лятото, решава да напусне. На 5 март 2012 г. Младенов е назначен за трети път в кариерата си за старши треньор на ЦСКА. Оттогава „червените“ записват 11 победи от 14 мача в шампионата, губят титлата в последния 30 кръг, въпреки че водят с 8 точки пред втория Лудогорец и отпадат от турнира за Купата на България от втородивизионния Септември (Симитли).
През новия сезон ЦСКА отпада от турнира Лига Европа още във втория квалификационен кръг, след като е елиминиран от словенския дебютант „Мура“. На 4 януари 2013 г. Младенов е дисциплинарно уволнен от ЦСКА. През юли 2013, Стойчо Младенов е отново назначен за треньор на ЦСКА. Въпреки проблемите в началото на престоя си свързани с липса на играчи и изграждане на отбор от свободни агенти след изиграването на първите тринадесет кръга отборът е на трета позиция с 2 точки зад лидера Литекс.
 През лятото на същата година, отборът воден от него е изваден от евротурните, часове преди жребия.
През следващия сезон 2013/2014, Стойчо Младенов отново води ЦСКА, когато кръг преди края, отбора е на трето място, но благодарение на победата на вечния съперник Левски в Ловеч, Младенов отново се окичва със сребърните медали. Така ЦСКА добива право да участва в Лига Европа, където през лятото на 2014, жребият ги праща срещу молдовския Зимбру (Кишинев). След 1:1 в София и 0:0 в Кишинев, отборът на Стойчо Младенов е елиминиран от европейските турнири след два мача.
През сезон 2015/2016, Младенов води за кратко време и египетския Ал Итихад (Александрия). Но на 17.11.2015 г. той напусна отбора заедно с помощниците му Анатоли Нанков, Стойчо Младенов-младши и Тодор Янчев.
През 2016 г. е назначен за треньор на казахстанския ФК Атурау. На 21 ноември 2016 г. Младенов поема отбора на ФК Кайсар, където през 2019 печели купата на Казахстан и е избран за треньор на 2019 в Казахстан. Избран е за треньор на 2019 и в България. На 26 юли 2021 се завръща на поста старши треньор на ЦСКА.
Баща на футболистите на ЦСКА – Александър Младенов и Стойчо Младенов-младши.

## Успехи
Играч:
- ЦСКА;
  - Шампион на България: (4) пъти – 1979/80, 1980/81, 1981/82, 1982/83
  - Купа на България: (2) пъти – 1983, 1985

- Белененсеш
  - Купа на Португалия: (1) път – 1989

Старши треньор:
- ЦСКА;
  - Шампион на България: (2) пъти – 2002/03, 2007/08

- Ал-Ахл;
  - Купа на Персийския залив: (1) пъти – 2008

- Кайсар;
  - Купа на Казахстан: (1) пъти – 2019

- Треньор №2 на България за 2021 г. – церемония „Футболист на годината“